# Idaea punctatissima
Idaea punctatissima là một loài bướm đêm trong họ Geometridae.